# 搖椅底狀腳
搖椅底狀腳（英文：Rocker bottom foot）是一種腳部異常的先天性疾病，其病徵為突出的跟骨及突出而圓潤的腳底。此病的成因為患者之基因出現異常，具有遺傳性，並且與巴陶氏症、愛德華氏症或三染色體9有關。